# Karl Weiner (Politiker)
Karl Weiner (* 29. Januar 1872 in Greiffenberg; † 25. August 1950 in Berlin) war ein deutscher Gewerkschafter und Politiker (SPD).

## Leben
Nach dem Besuch der Volksschule absolvierte Weiner eine Lehre als Former. Anschließend arbeitete er als Formstecher und Metallarbeiter in Berlin. Er trat in die Gewerkschaft ein, war von 1909 bis 1929 Vorsitzender der Sektion der Formstecher im Verband der Lithographen und Steindrucker und von 1918 bis 1928 Mitglied des Betriebsrates sowie Vorsitzender des Arbeiterrates bei der Firma Ludwig Loewe & Co. in Berlin.
Weiner trat in die SPD ein und war von 1921 bis 1933 Mitglied der Bezirksverordnetenversammlung im Bezirk Tiergarten. 1928 wurde er in den Preußischen Landtag gewählt, dem er bis 1933 angehörte.
Nach 1945 lebte Weiner in West-Berlin.